# 杨伟 (宋朝)
杨伟（984年—1058年），字子奇。福建浦城人。杨亿之弟。
天禧元年（1017年），召试学士院，中进士，赐进士及第，以试秘书省校书郎衢州龙游县知县、尚书兵部员外郎、同修《起居注》。
补蕲州录事参军。迁大理寺丞、知河间县，授太常博士，权开封府判官。历官集贤校理、通判单州，平定部卒李素反乱。徙知祥符县、提点开封府界诸县镇公事，知制诰缺，中书省推荐杨伟，仁宗命杨伟为知制诰，权谏院。官至刑部郎中。
宋仁宗年间(1023～1063年)，官至翰林学士、中书舍人，赠礼部侍郎。